# Prosymna somalica
Espèce
Prosymna somalica est une espèce de serpents de la famille des Lamprophiidae. 

## Répartition
Cette espèce se rencontre dans le nord de la Somalie et en Éthiopie. Elle se rencontre entre 1 066 et 1 370 m d'altitude.

## Étymologie
Son nom d'espèce lui a été donné en référence au lieu de sa découverte, Haud en Somalie britannique.

## Publication originale
- Parker, 1930 : Three new Reptiles from Somaliland. Annals and magazine of natural history, ser. 10, vol. 6, p. 603-606.